# Lilliput Pallavolo 2015-2016
Questa voce raccoglie le informazioni riguardanti la Lilliput Pallavolo nelle competizioni ufficiali della stagione 2015-2016.

## Stagione

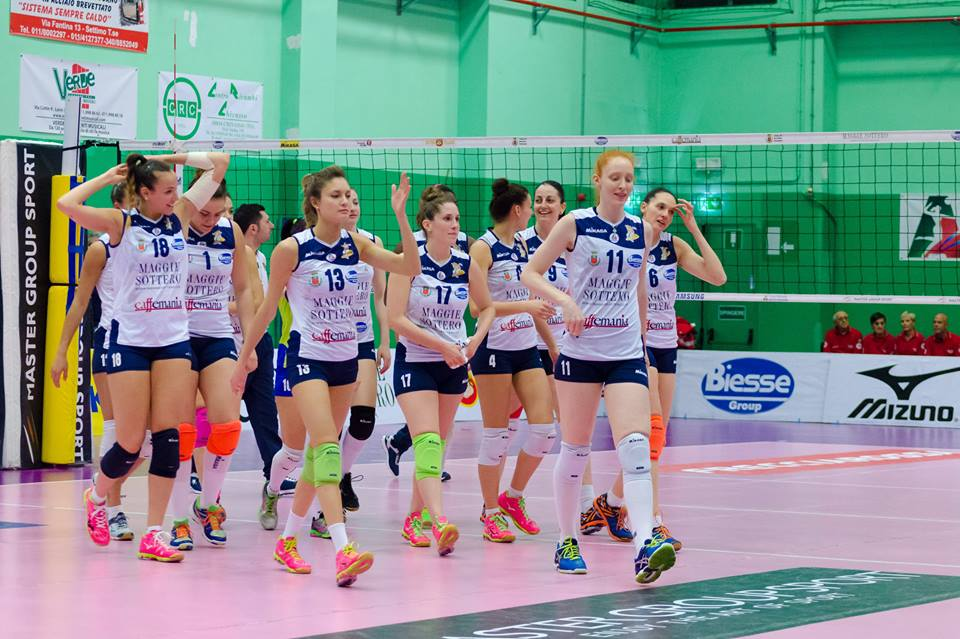
La squadra durante il riscaldamento

La stagione 2015-16 è per la Lilliput Pallavolo la prima in Serie A2: la squadra infatti conquista l'accesso al campionato cadetto dopo la vittoria dei play-off promozione della Serie B1 2014-15. Viene confermato l'allenatore Massimo Moglio, sostituito poi dal suo secondo Cristiano Giribuola, così come quasi interamente la rosa: l'unica partenza è quella di Sara Cortellazzo, a cui si aggiungono a stagione in corso quella di Marianna Bogliani e Giulia Bosi, mentre i nuovi arrivi sono quelli di Laura Baggi e Veronica Minati.
Il campionato inizia con cinque sconfitte consecutive: la prima vittoria arriva alla sesta giornata contro la Pro Victoria; in tutto il resto del girone di andata la squadra piemontese ottiene una serie di risultati altalenanti che la portano al dodicesimo posto in classifica, non utile per qualificarsi alla Coppa Italia di Serie A2. Il girone di ritorno si apre con una gara persa e una vinta a cui poi fanno seguito cinque stop di fila: nelle ultime sei giornate il club di Settimo Torinese riesce a ottenere la vittoria in due partite concludendo la regular season al dodicesimo posto, retrocedendo così in Serie B1.

## Organigramma societario
Area direttiva
- Presidente: Gianfranco Salmaso

Area tecnica
- Allenatore: Massimo Moglio (fino al 27 febbraio 2016), Cristiano Giribuola (dal 28 febbraio 2016)
- Allenatore in seconda: Cristiano Giribuola (fino al 27 febbraio 2016
- Assistente allenatore: Fabrizio Dibisceglia
- Scout man: Marcello Capucchio

Area sanitaria
- Medico: Marta Gisolo
- Preparatore atletico: Massimo Moglio
- Fisioterapista: Marco D'Addazio

## Rosa
| N° | Nome                 | Ruolo | Data di nascita   | Nazionalità sportiva |
| -- | -------------------- | ----- | ----------------- | -------------------- |
| 1  | Roberta Bruno        | S/O   | 14 settembre 1992 | Italia               |
| 2  | Marianna Bogliani    | C     | 25 ottobre 1984   | Italia               |
| 3  | Marina Lubian        | C     | 11 aprile 2000    | Italia               |
| 4  | Simona Buffo         | S     | 29 agosto 1998    | Italia               |
| 6  | Alessia Midriano     | C     | 6 giugno 1982     | Italia               |
| 8  | Giulia Bosi          | L     | 22 maggio 1995    | Italia               |
| 9  | Veronica Minati      | S/O   | 9 maggio 1983     | Italia               |
| 10 | Francesca Parlangeli | L     | 23 febbraio 1990  | Italia               |
| 11 | Laura Baggi          | S     | 2 gennaio 1992    | Italia               |
| 12 | Federica Biganzoli   | S     | 5 novembre 1987   | Italia               |
| 13 | Erica Giacomel       | S     | 25 febbraio 1992  | Italia               |
| 15 | Erika Garrafa Botta  | P     | 4 novembre 1996   | Italia               |
| 16 | Rachele Morello      | S     | 7 novembre 2000   | Italia               |
| 17 | Silvia Bazzarone     | P     | 23 febbraio 1992  | Italia               |
| 18 | Yasmina Akrari       | C     | 31 agosto 1993    | Italia               |

## Mercato
| Acquisti | Acquisti        | Acquisti | Acquisti   |
| R.       | Nome            | da       | Modalità   |
| -------- | --------------- | -------- | ---------- |
| S        | Laura Baggi     | Towers   | definitivo |
| S/O      | Veronica Minati | Soverato | definitivo |

| Cessioni | Cessioni          | Cessioni     | Cessioni   |
| R.       | Nome              | a            | Modalità   |
| -------- | ----------------- | ------------ | ---------- |
| C        | Marianna Bogliani | CUS Torino   | definitivo |
| L        | Giulia Bosi       | ?            | definitivo |
| S        | Sara Cortellazzo  | Santa Teresa | definitivo |

## Risultati

### Serie A2

#### Girone di andata
| 1ª giornata - 18 ottobre 2015 Palazzetto dello Sport, Settimo Torinese   | Lilliput      | 2 - 3 | Forlì           | 25-18, 10-25, 26-24, 16-25, 10-15 |
| 2ª giornata - 25 ottobre 2015 PalaSurace, Palmi                          | Golem         | 3 - 1 | Lilliput        | 23-25, 25-10, 25-21, 26-24        |
| 3ª giornata - 1º novembre 2015 Palazzetto dello Sport, Settimo Torinese  | Lilliput      | 2 - 3 | Hermaea         | 24-26, 25-23, 25-21, 22-25, 11-15 |
| 4ª giornata - 8 novembre 2015 PalaCampanara, Pesaro                      | Pesaro        | 3 - 0 | Lilliput        | 25-17, 25-22, 27-25               |
| 5ª giornata - 15 novembre 2015 PalaScoppa, Soverato                      | Soverato      | 3 - 0 | Lilliput        | 25-22, 25-22, 25-18               |
| 6ª giornata - 18 novembre 2015 Palazzetto dello Sport, Settimo Torinese  | Lilliput      | 3 - 0 | Pro Victoria    | 25-19, 25-21, 28-26               |
| 7ª giornata - 21 novembre 2015 PalaTrento, Trento                        | Trentino Rosa | 3 - 0 | Lilliput        | 25-23, 25-13, 25-18               |
| 8ª giornata - 29 novembre 2015 Palazzetto dello Sport, Settimo Torinese  | Lilliput      | 3 - 1 | Chieri '76      | 25-21, 20-25, 28-26, 25-13        |
| 9ª giornata - 6 dicembre 2015 Palazzetto dello Sport, Settimo Torinese   | Lilliput      | 0 - 3 | Libertas Aversa | 17-25, 19-25, 19-25               |
| 10ª giornata - 13 dicembre 2015 PalaBaldinelli, Osimo                    | Filottrano    | 2 - 3 | Lilliput        | 19-25, 23-25, 25-19, 25-14, 8-15  |
| 11ª giornata - 19 dicembre 2015 Palazzetto dello Sport, Settimo Torinese | Lilliput      | 3 - 2 | Cisterna        | 26-24, 22-25, 25-19, 19-25, 15-8  |
| 12ª giornata - 22 dicembre 2015 Palazzetto dello Sport, Rovigo           | Beng Rovigo   | 3 - 0 | Lilliput        | 25-18, 25-18, 25-21               |
| 13ª giornata - 17 gennaio 2016 Palazzetto dello Sport, Settimo Torinese  | Lilliput      | 1 - 3 | VolAlto Caserta | 20-25, 25-9, 21-25, 16-25         |

#### Girone di ritorno
| 14ª giornata - 24 gennaio 2016 PalaRomiti, Forlì                         | Forlì           | 3 - 0 | Lilliput      | 25-15, 25-18, 25-16               |
| 15ª giornata - 31 gennaio 2016 Palazzetto dello Sport, Settimo Torinese  | Lilliput        | 3 - 2 | Golem         | 22-25, 25-23, 25-20, 18-25, 15-11 |
| 16ª giornata - 7 febbraio 2016 Geopalace, Olbia                          | Hermaea         | 3 - 1 | Lilliput      | 23-25, 25-16, 25-17, 25-21        |
| 17ª giornata - 14 febbraio 2016 Palazzetto dello Sport, Settimo Torinese | Lilliput        | 0 - 3 | Pesaro        | 17-25, 16-25, 21-25               |
| 18ª giornata - 21 febbraio 2016 Palazzetto dello Sport, Settimo Torinese | Lilliput        | 0 - 3 | Soverato      | 19-25, 18-25, 23-25               |
| 19ª giornata - 24 febbraio 2016 Palazzetto dello Sport, Settimo Torinese | Pro Victoria    | 3 - 0 | Lilliput      | 25-19, 25-19, 25-16               |
| 20ª giornata - 28 febbraio 2016 Palazzetto dello Sport, Settimo Torinese | Lilliput        | 1 - 3 | Trentino Rosa | 25-22, 23-25, 22-25, 19-25        |
| 21ª giornata - 6 marzo 2016 PalaMaddalene, Chieri                        | Chieri '76      | 2 - 3 | Lilliput      | 21-25, 25-21, 20-25, 25-13, 6-15  |
| 22ª giornata - 13 marzo 2016 PalaJacazzi, Aversa                         | Libertas Aversa | 3 - 1 | Lilliput      | 21-25, 25-18, 25-23, 26-24        |
| 23ª giornata - 26 marzo 2016 Palazzetto dello Sport, Settimo Torinese    | Lilliput        | 2 - 3 | Filottrano    | 14-25, 25-21, 17-25, 25-16, 12-15 |
| 24ª giornata - 3 aprile 2016 PalaRamadù, Cisterna di Latina              | Cisterna        | 1 - 3 | Lilliput      | 27-25, 16-25, 20-25, 23-25        |
| 25ª giornata - 6 aprile 2016 Palazzetto dello Sport, Settimo Torinese    | Lilliput        | 3 - 2 | Beng Rovigo   | 25-18, 25-16, 23-25, 22-25, 16-14 |
| 26ª giornata - 10 aprile 2016 Palazzetto dello Sport, Settimo Torinese   | VolAlto Caserta | 3 - 1 | Lilliput      | 25-23, 25-20, 18-25, 25-17        |

## Statistiche

### Statistiche di squadra
| Competizione | Punti | In casa | In casa | In casa | In trasferta | In trasferta | In trasferta | Totale | Totale | Totale |
| Competizione | Punti | G       | V       | P       | G            | V            | P            | G      | V      | P      |
| ------------ | ----- | ------- | ------- | ------- | ------------ | ------------ | ------------ | ------ | ------ | ------ |
| Serie A2     | 22    | 13      | 5       | 8       | 13           | 3            | 10           | 26     | 8      | 18     |
| Totale       | -     | 13      | 5       | 8       | 13           | 3            | 10           | 26     | 8      | 18     |

G = partite giocate; V = partite vinte; P = partite perse

### Statistiche dei giocatori
| Giocatore        | Serie A2 | Serie A2 | Serie A2 | Serie A2 | Serie A2 | Totale | Totale | Totale | Totale | Totale |
| Giocatore        | P        | PT       | AV       | MV       | BV       | P      | PT     | AV     | MV     | BV     |
| ---------------- | -------- | -------- | -------- | -------- | -------- | ------ | ------ | ------ | ------ | ------ |
| Y. Akrari        | 26       | 288      | ?        | ?        | ?        | 26     | 288    | ?      | ?      | ?      |
| L. Baggi         | 21       | 128      | ?        | ?        | ?        | 21     | 128    | ?      | ?      | ?      |
| S. Bazzarone     | 25       | 25       | ?        | ?        | ?        | 25     | 25     | ?      | ?      | ?      |
| F. Biganzoli     | 26       | 320      | ?        | ?        | ?        | 26     | 320    | ?      | ?      | ?      |
| M. Bogliani      | 2        | 0        | 0        | 0        | 0        | 2      | 0      | 0      | 0      | 0      |
| G. Bosi          | 2        | 1        | ?        | ?        | ?        | 2      | 1      | ?      | ?      | ?      |
| R. Bruno         | 7        | 2        | ?        | ?        | ?        | 7      | 2      | ?      | ?      | ?      |
| S. Buffo         | 7        | 2        | ?        | ?        | ?        | 7      | 2      | ?      | ?      | ?      |
| E. Garrafa Botta | ?        | ?        | ?        | ?        | ?        | ?      | ?      | ?      | ?      | ?      |
| E. Giacomel      | 26       | 199      | ?        | ?        | ?        | 26     | 199    | ?      | ?      | ?      |
| M. Lubian        | 18       | 61       | ?        | ?        | ?        | 18     | 61     | ?      | ?      | ?      |
| A. Midriano      | 26       | 168      | ?        | ?        | ?        | 26     | 168    | ?      | ?      | ?      |
| V. Minati        | 25       | 316      | ?        | ?        | ?        | 25     | 316    | ?      | ?      | ?      |
| R. Morello       | 24       | 23       | ?        | ?        | ?        | 24     | 23     | ?      | ?      | ?      |
| F. Parlangeli    | 20       | -        | -        | -        | -        | 20     | -      | -      | -      | -      |

P = presenze; PT = punti totali; AV = attacchi vincenti; MV = muri vincenti; BV = battute vincenti